# سمندر بلند و باریک اورگان
سمندر بلند و باریک اورگان (نام علمی: Batrachoseps wrightorum) نام یک گونه از تیره سمندر بی‌شش است.